# Pott’s Brauerei

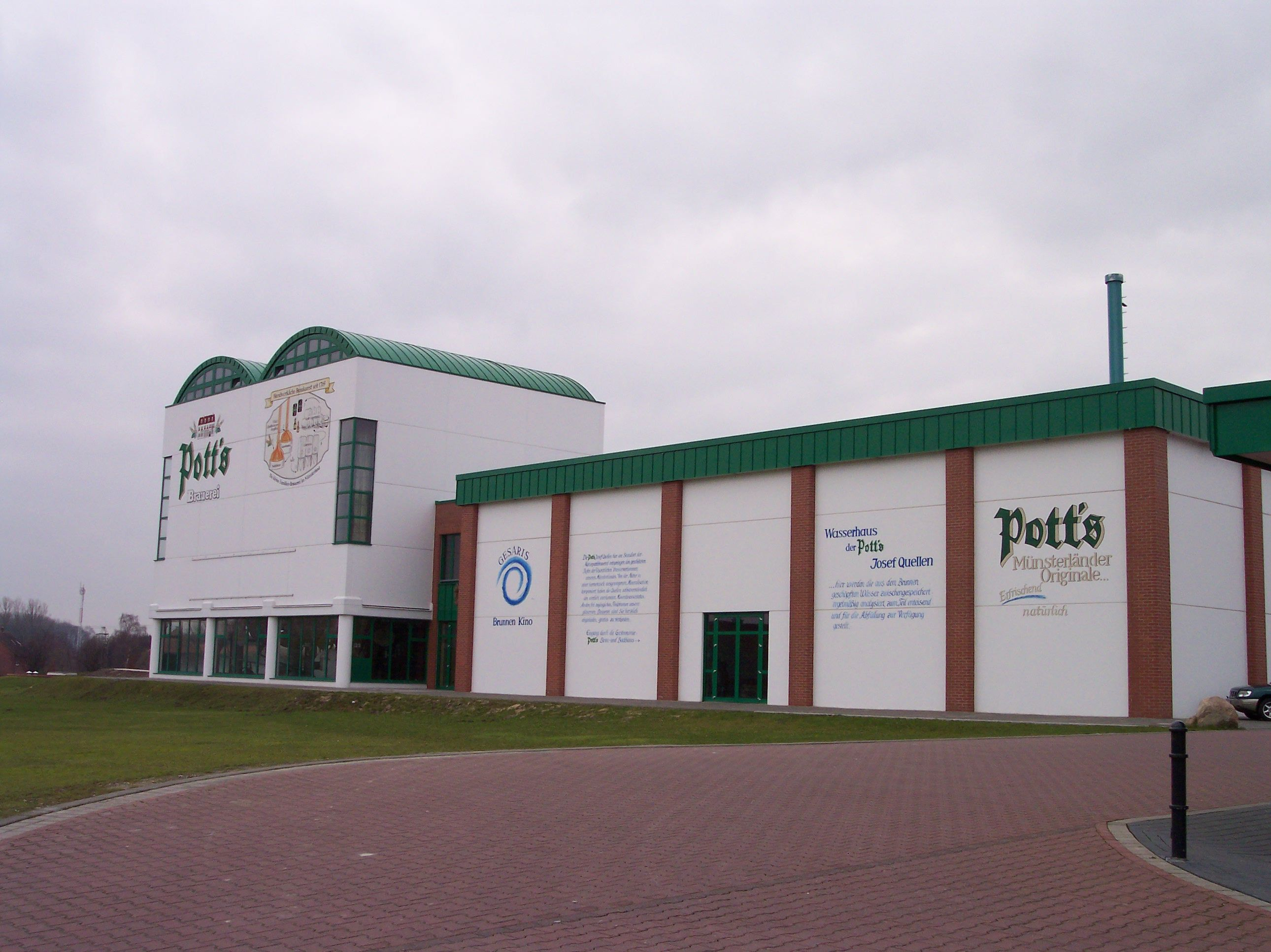
Außenansicht der Brauerei

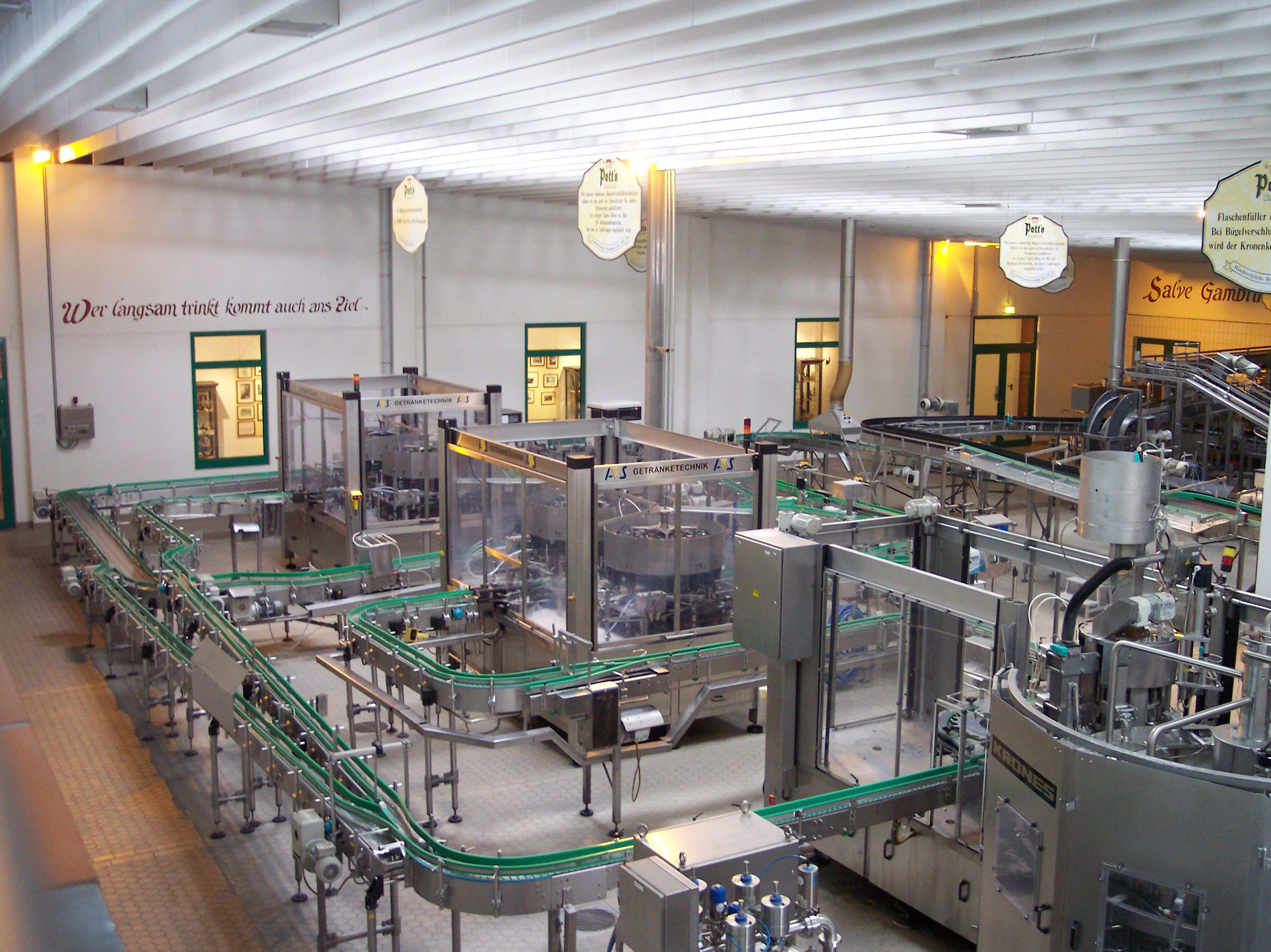
Blick in die Flaschenabfüllung. In der Mitte vorne die beiden Spezialmaschinen zum Verschließen von Bügelflaschen

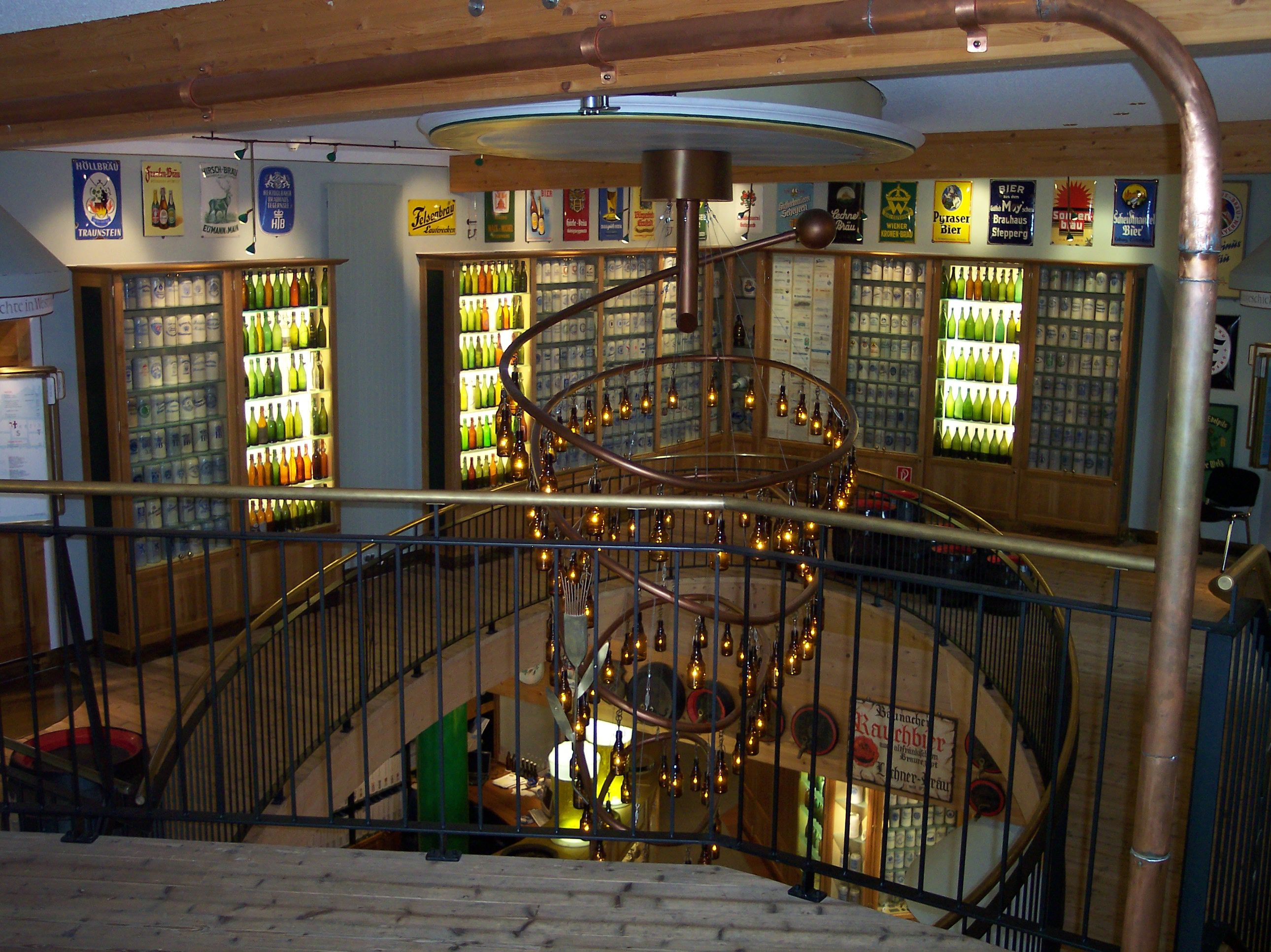
Blick in das angegliederte Museum

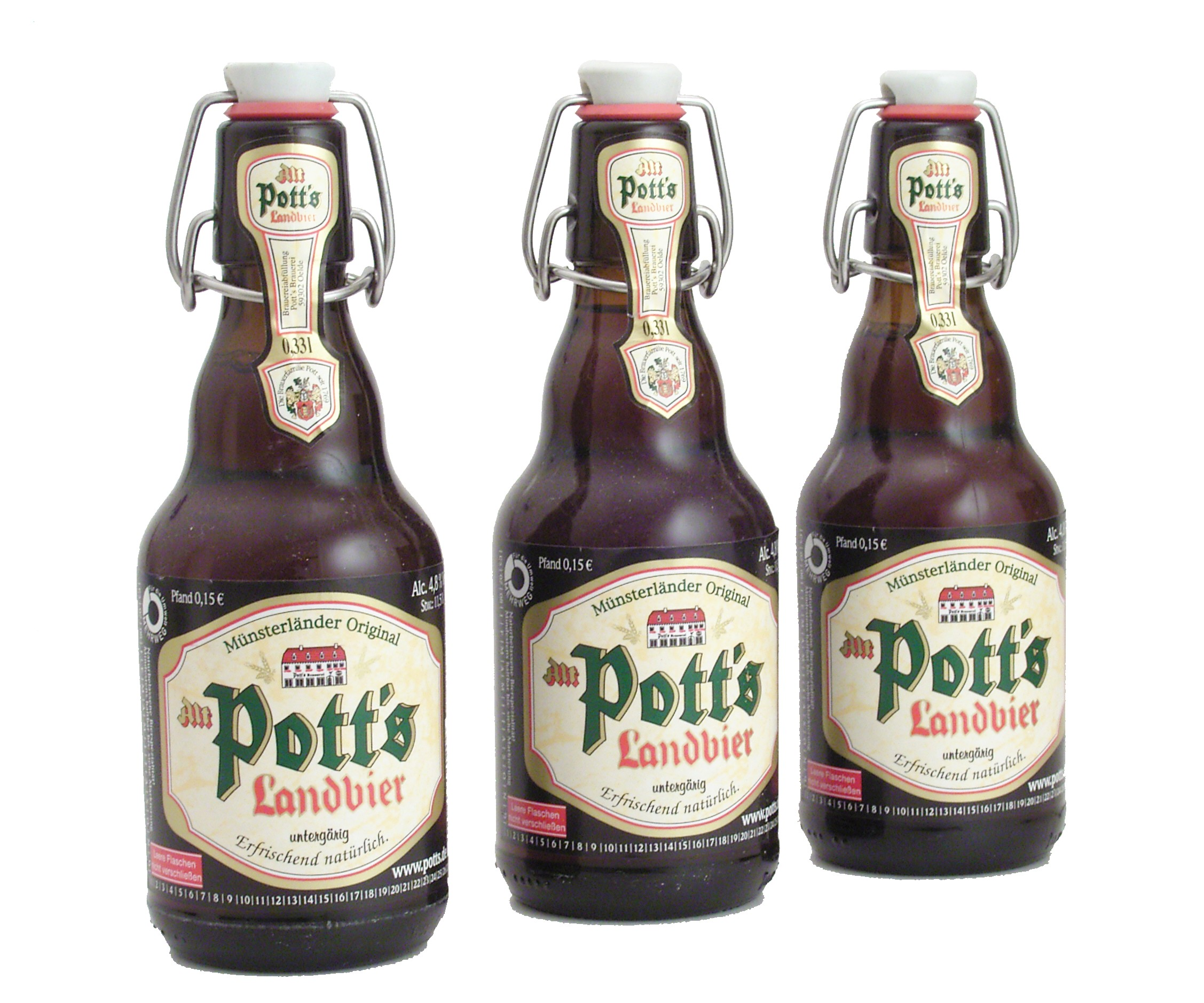
Pott’s Landbier

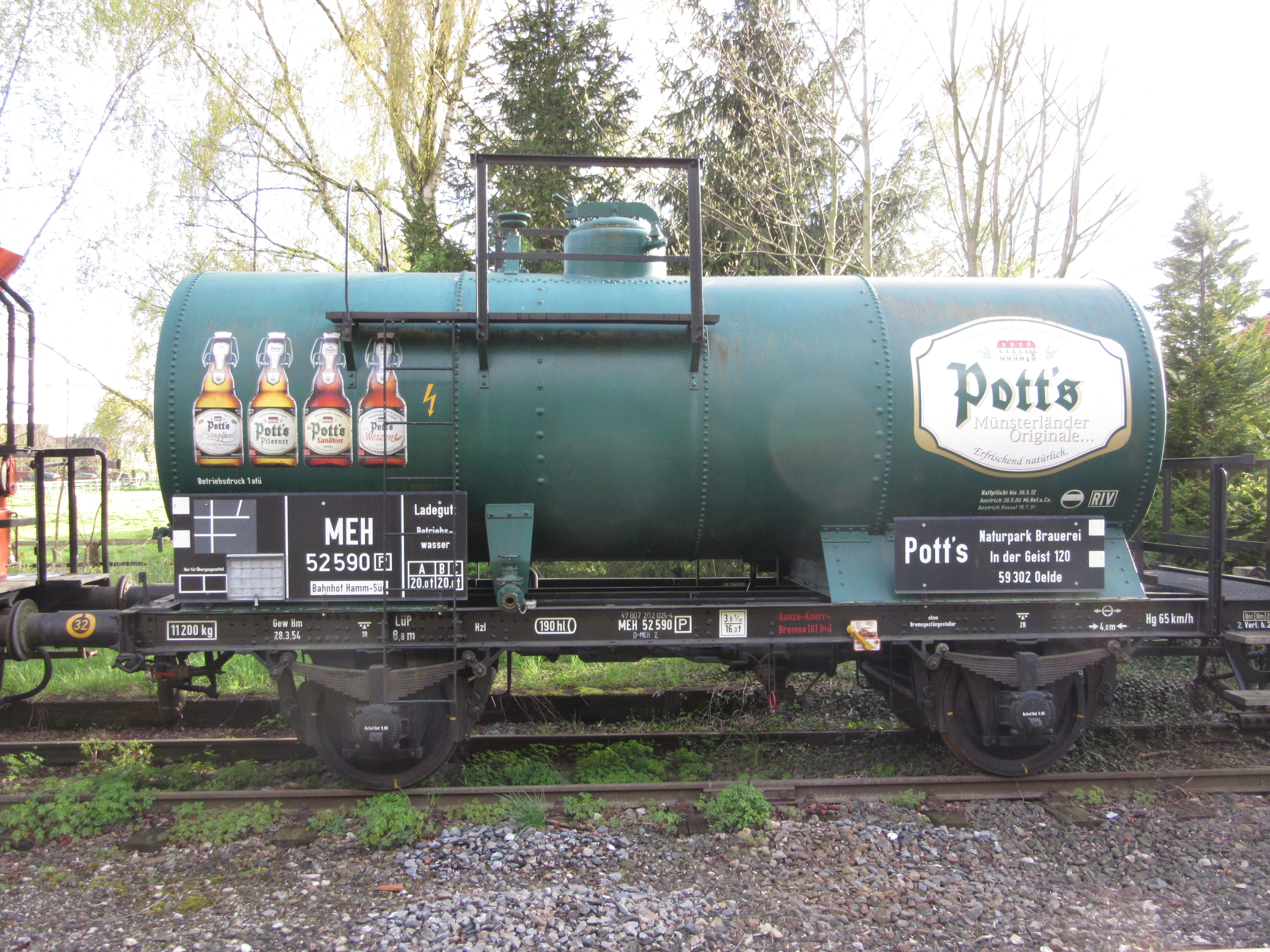
Kesselwagen mit Werbeaufschrift

Die Pott’s Brauerei ist eine seit 1769 bestehende deutsche Brauerei in Oelde in Westfalen.

## Geschichte
Die Gründung erfolgte 1769 durch den Erwerb einer Landwirtschaft mit Brauerei und Bäckerei in der Oelder Innenstadt vom Jesuitenkloster Haus Geist durch Franz-Arnold Feldmann. Durch die Heirat der Erbtochter Theresia Elisabeth Bernhardina Feldmann mit dem Gastwirt Bernhard Pott 1851 gelangte die jetzige Eigentümerfamilie in den Besitz der Brauerei.
1996 wurde der Grundstein für den Neubau der Pott’s Naturpark-Brauerei mit Reifung, Abfüllung, Filtration und Versand an der Autobahnabfahrt Oelde gelegt. Von der Malzannahme bis zur Gärung blieb die Produktion jedoch in den gleichzeitig neu gestalteten Räumen der Altstadt-Brauerei. 1999 folgte der Anbau des Brauereigasthofes Pott’s Brau- und Backhaus. 2003 wurde das angeschlossene Georg-Lechner-Biermuseum errichtet, das u. a. die weltgrößte Bier-Etiketten-Sammlung sowie eine große Anzahl alter Bierkrüge und -flaschen ausstellt. Das Gesaris Brunnenkino wurde 2006 eröffnet. Seit Januar 2007 existiert die Franz-Arnold-Halle an der Pott’s Brauerei, welche mit 1100 m² als Vollguthalle, aber auch als Veranstaltungsort, für Galaabende, Konzerte, Sportveranstaltungen etc. genutzt wird.
Die beiden Geschäftsführer Jörg Pott (* 1981) und Guido Marquardt (* 1969) sind auch Diplom-Biersommeliere.

## Getränke-Sortiment

### Biere
- Pott’s Pilsener (edelherb)
- Pott’s Landbier (untergärig)
- Pott’s Landbier alkoholfrei
- Pott’s Weizen (naturtrüb)
- Pott’s Weizen alkoholfrei
- Pott’s Blitz Limette-Ingwer Weizen-Mix alkoholfrei
- Pott’s Blitz Holunder Weizen-Mix alkoholfrei
- Pott’s Prinzipal (Das Premium Pilsener)
- Pott’s Pilsener Alkoholfrei
- Pott’s Landbier Hell
- Pott's Urstoff

Biermischgetränke
- Fez (Pott’s Landbier mit Cola)
- Leeze (Pott’s Pilsener mit Limonade. Leeze ist ein Begriff aus der Masematte und bedeutet Fahrrad.)
- Leeze Alkoholfrei

Diese Biere werden in Bügelflaschen abgefüllt.
Schatzkammer-Spezialitäten

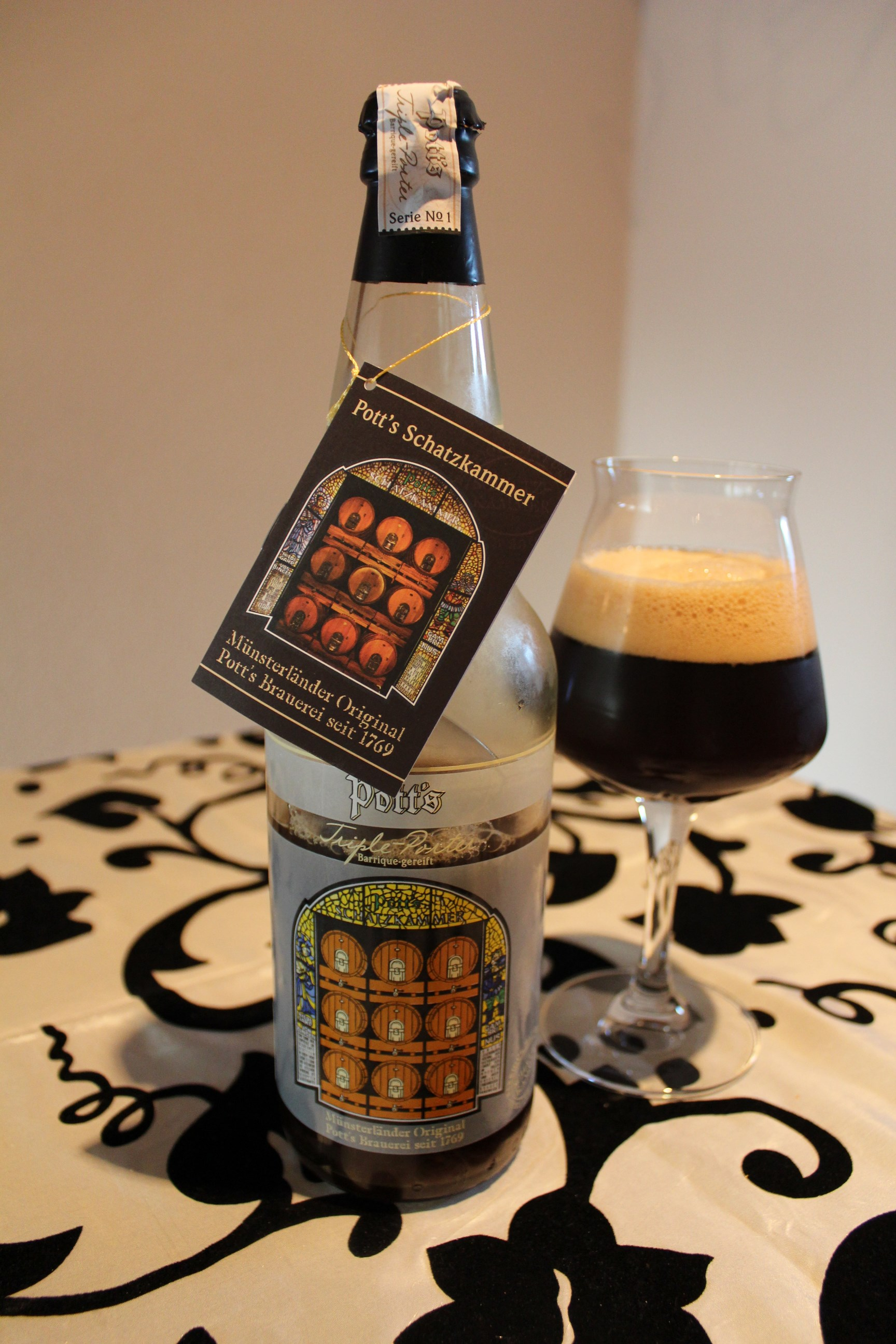
Pott’s Schatzkammer

In Holzfasslagerung gereifte Jahrgangsbiere werden mit der Spezialitäten-Marke Pott’s Schatzkammer in hochwertig veredelte 0,66-l-Glas-Flaschen abgefüllt.
Brau Atelier
- Hopfenweisse
- Farmhouse Ale
- Dinkel Märzen

### Erfrischungsgetränke
- Gesaris Eiszeit-Mineralwasser classic
- Gesaris Eiszeit-Mineralwasser medium
- Gesaris Eiszeit-Mineralwasser still
- Gesaris Apfelschorle
- Gesaris Cola-Mix
- Gesaris Orange
- Gesaris Zitrone

### Ehemalige Produkte der Brauerei
Oelder-Biere
- Oelder Pils
- Oelder Edel-Pils
- Alt Oelder Landbier
- Oelder Spezial
- Oelder Malz-Vollbier
- Oelder Export

Pott’s-Biere
- Pott’s St. Stephan Weihnachts-Bock
- Pott’s St. Stephan Heller Mai-Bock
- Pott’s Naturtrüb
- Pott’s Paddy
- Pott’s Gold
- Pott’s Kiepenkerl Bio Pilsener (naturtrüb)